# アイアイ温泉
アイアイ温泉（アイアイおんせん、英語: Ai-Ais Hot Springs） は、ナミビア共和国にある硫黄泉質の温泉。アイアイとは現地で使用されているコイコイ語で「燃える水」を意味する。アイアイ/リフタスフェルト・トランスフロンティアパークの一部を成し、ナミビア南部・カラス州のフィッシュ川渓谷の南縁、グレートカラスベルグ山脈に位置する。

## 歴史
地元の伝説では、1850年に遊牧民であるナマ人の羊飼いがヒツジを追っているときに温泉を発見したという。温泉は河床の地下深くから湧出し、砂漠気候の地にオアシスを生成した。
ヘレロ・ナマクア虐殺の期間中、温泉はドイツ軍がベースキャンプとして利用した。1915年に、南西アフリカ戦線で傷ついた兵士を癒すため南アフリカ軍が基地として使用した。1962年に温泉は地元の起業家に貸与され、その後国の天然記念物として宣言された。1969年に保護区となり、1971年3月16日に基地は公式に開放された。泉温は平均しておよそ60 °Cである。温泉はパイプで引水し、屋内のプールやジャグジーに供給されている。
1972年、1974年、1988年の度重なる洪水の際には一時的に閉鎖された。1972年の洪水では、高台にあった1軒の施設を除き、すべての施設が破壊された。フィッシュ川渓谷保護区は1987年に渓谷の西部が拡張された。1987年から1988年にかけてアイアイのキャンプは大規模な改造が実施された。
2003年に締結された条約により, アイアイ温泉は南アフリカ共和国のリフタスフェルト国立公園に組み込まれることになり、アイアイ/リフタスフェルト・トランスフロンティアパークが設立された。
温泉はケートマンスフープの南約200 km、カラスバーグの西約120 kmに位置する。

## 特徴
温泉はナミビア人、南アフリカ人、休暇を楽しむ人々に人気の観光地である。硫黄、塩化物、フッ化物に富み、リウマチ患者からの評判も良い。ザンベジイエローフィッシュやバーベルなどの魚を含む多様な生物が生息する。夏季にあたる11月から3月末までは閉鎖される。

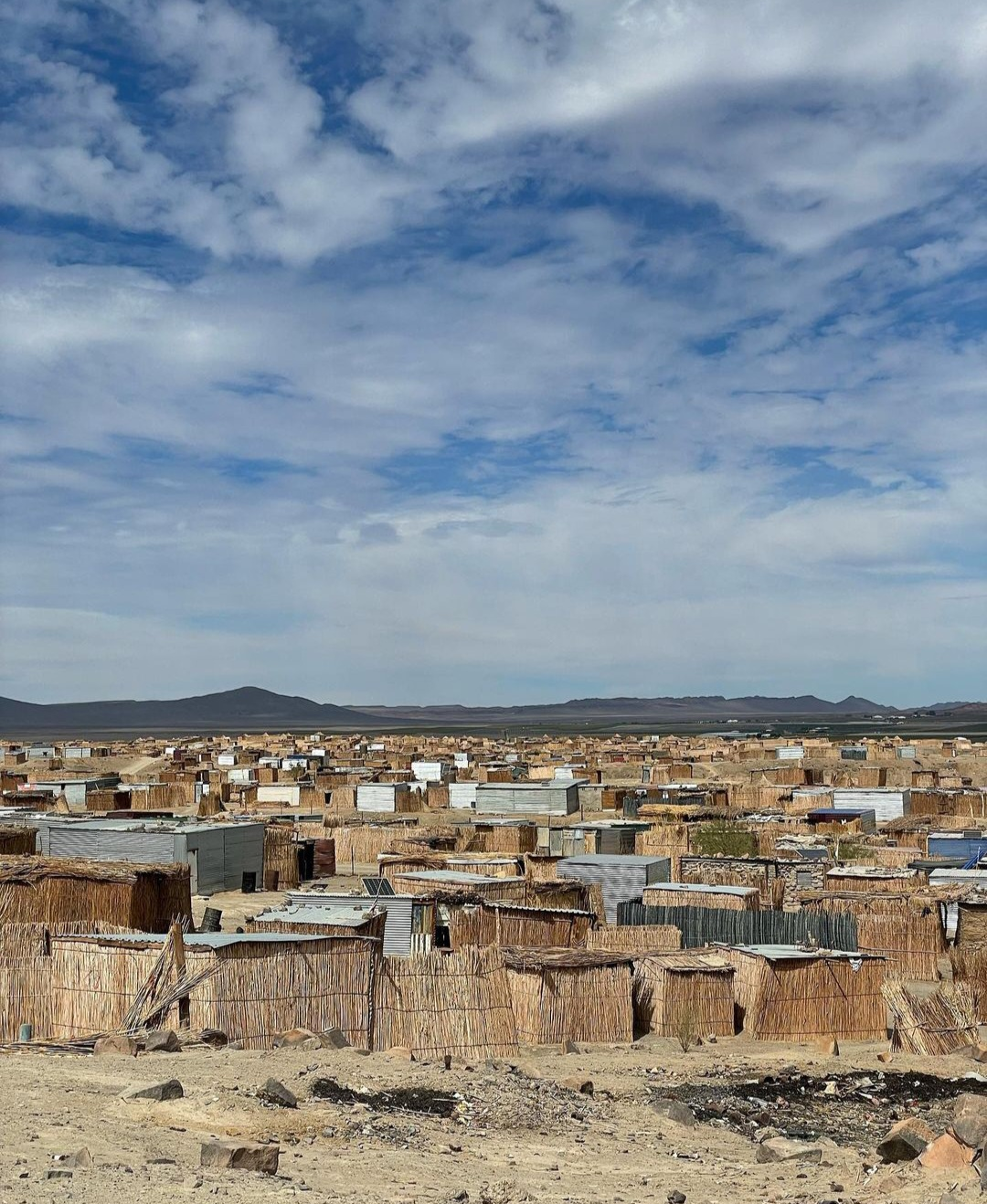
ǀAi-ǀAis, 2023。
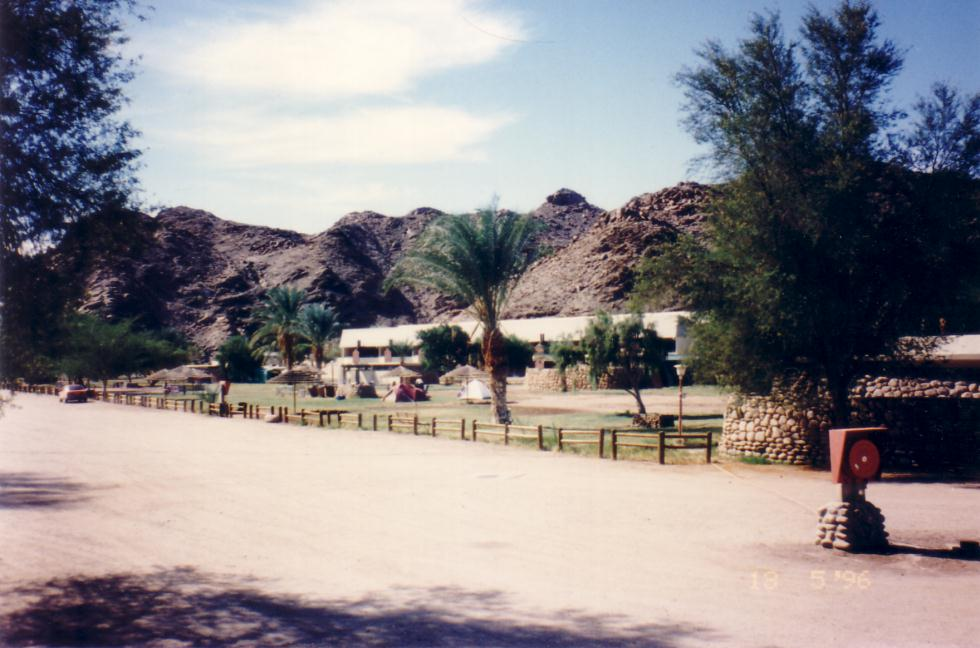
ǀAi-ǀAis, 2009。
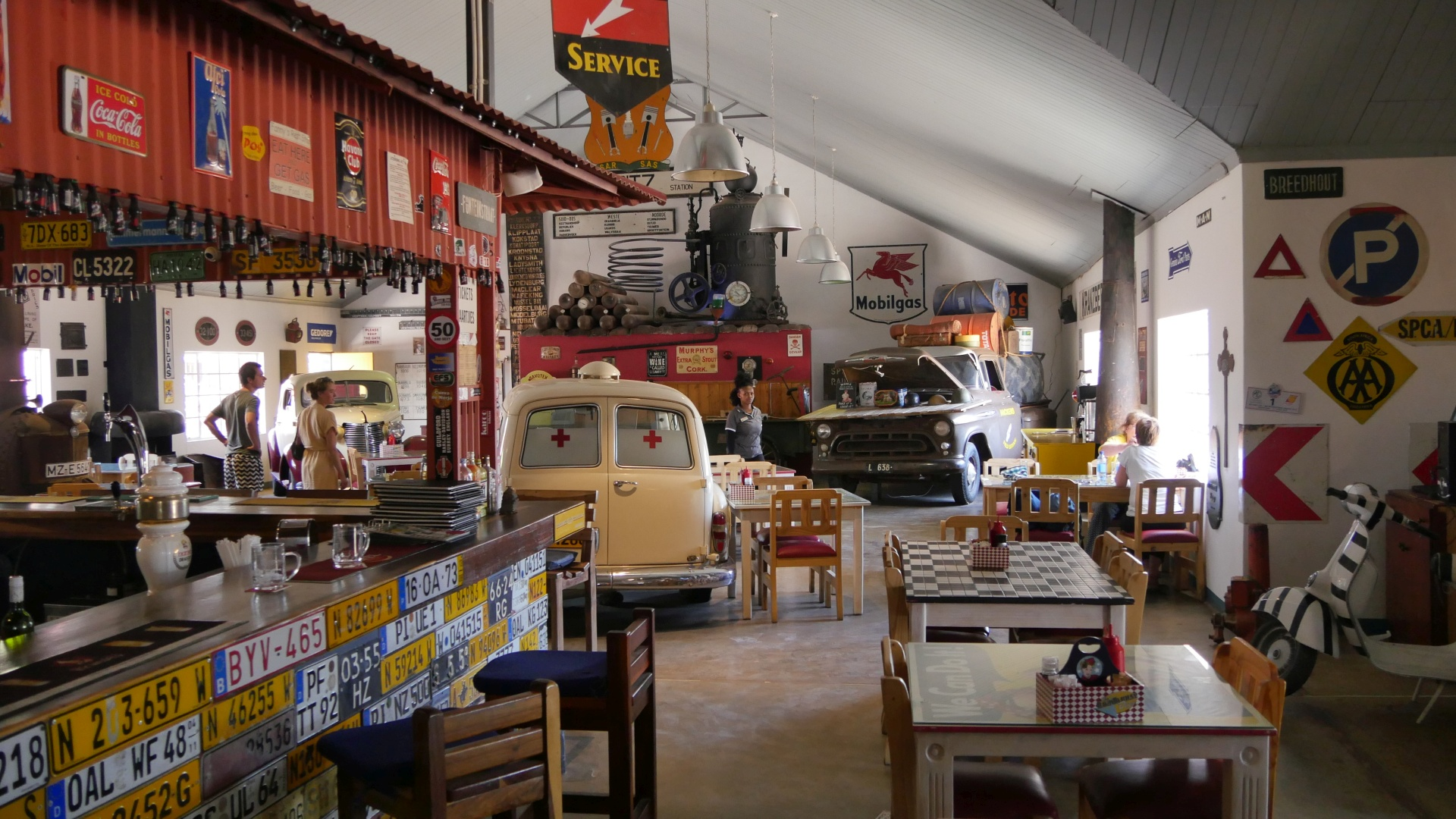
ǀAi-ǀAis, Roadhouse, 2019。
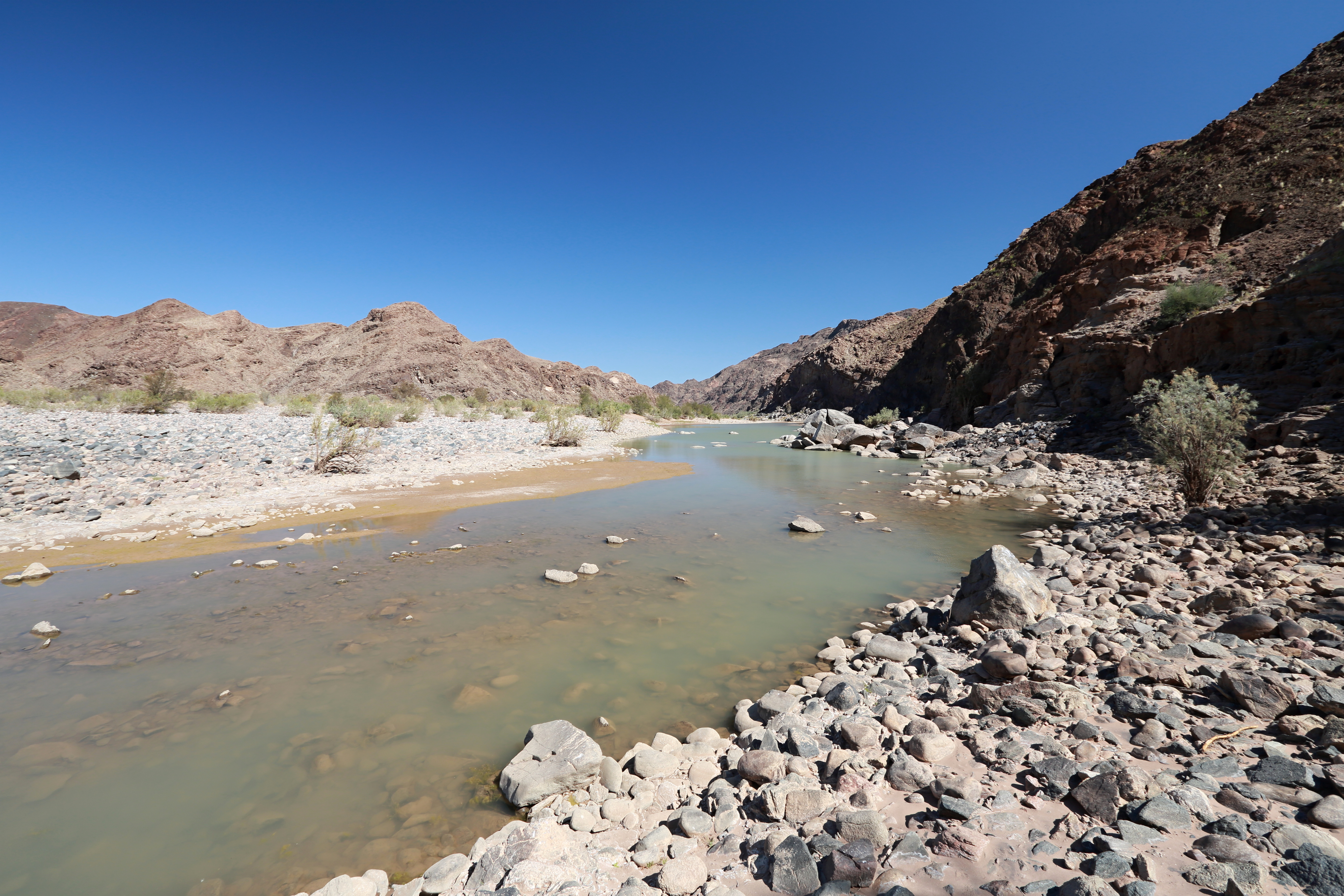
Fish River Canyon, 2014。
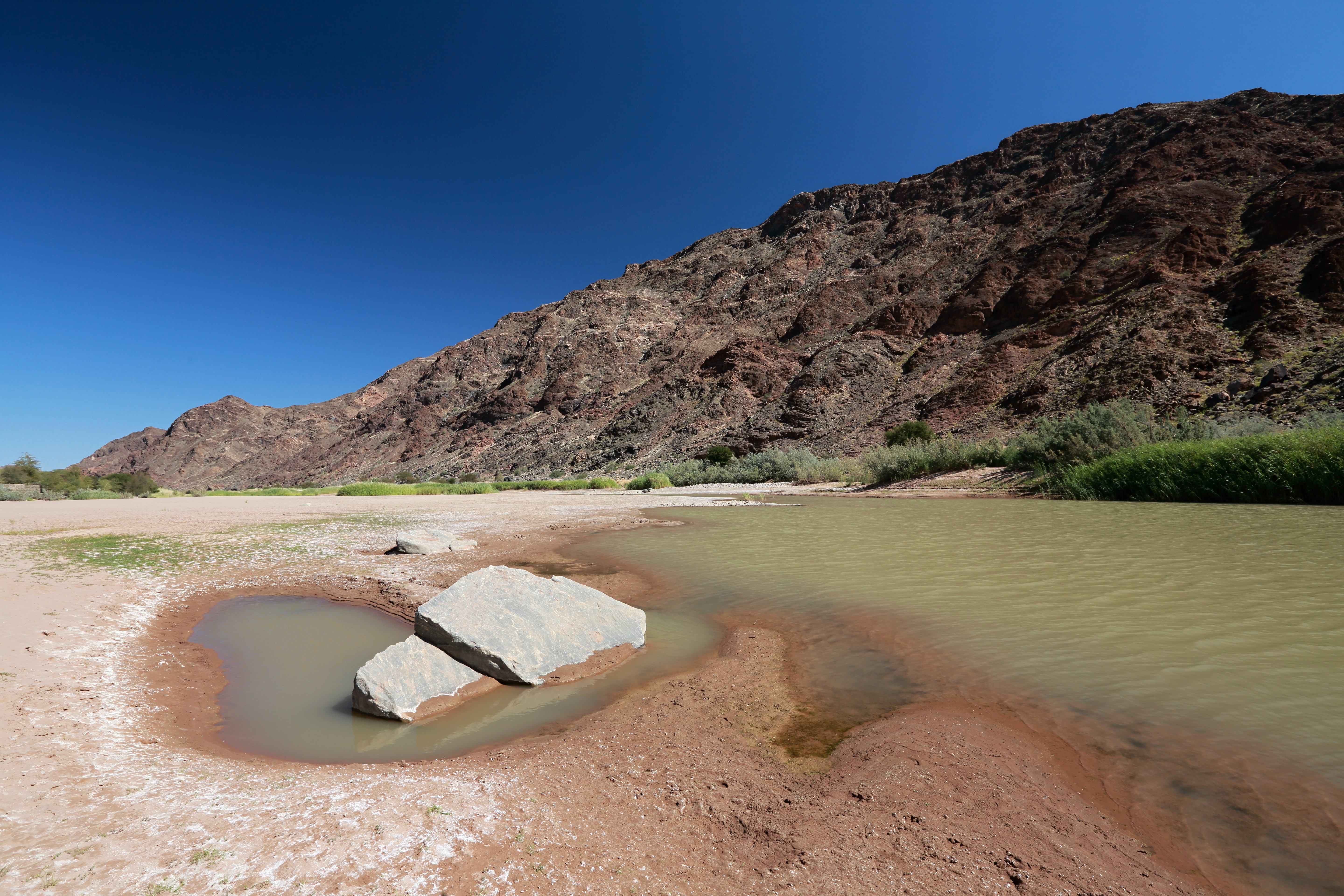
Fish River Canyon, 2014。
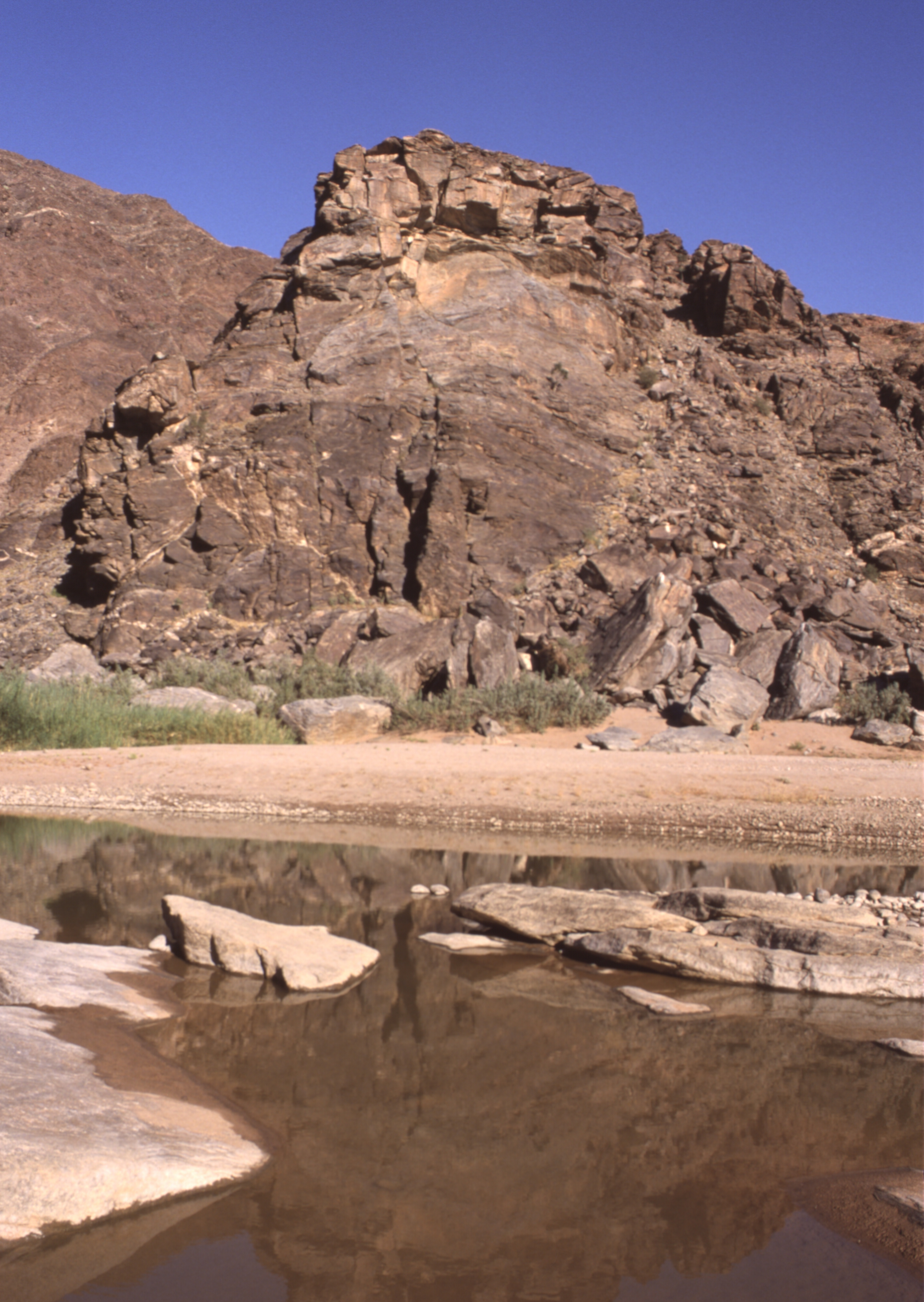
Fish River Canyon, 2002。